# 张学栋
张学栋（1921年—1953年），安徽灵璧人。中国人民解放军人物。

## 生平
1949年，参加解放军。同年加入中国共产党。1953年7月17日，在围歼进攻东山岛的国军战斗中，向敌人地堡扑去，用身体堵住了地堡的发射孔，保证了部队攻击成功，自己阵亡。1953年8月，华东军区政治部追认他为华东战斗英雄。他生前所在的班被命名为“张学栋班”。